# ميغيل خيمينيز (لاعب كرة قدم)
ميغيل خيمينيز (بالإسبانية: Miguel Jiménez)‏ (12 ديسمبر 1980 في تشيلي - ) هو مدرب كرة قدم ولاعب كرة قدم تشيلي في مركز حراسة المرمى. لعب مع أرتورو فرنانديز فيال ونادي أونيفرسيداد دي تشيلي وهواتشيباتو وIberia SC ‏ وDeportes Iberia ‏ وديبورتيس أنتوفاغاستا ولوتا شفاغر ‏ وديبورتيفو نوبلينس ‏ وديبورتيس إيكيكي ونادي كوبريلوا.

## وصلات خارجية
- ميغيل خيمينيز على موقع قاعدة بيانات كرة القدم.إي يو (الإنجليزية)
- ميغيل خيمينيز على موقع Soccerway.com (الإنجليزية)
- ميغيل خيمينيز على موقع AS.com (الإسبانية)